# 马蒂尼库尔-贡库尔
马蒂尼库尔-贡库尔（法語：Matignicourt-Goncourt，法語發音：[matiɲikuʁ ɡɔ̃kuʁ]）是法国马恩省的一个市镇，属于维特里勒弗朗索瓦区。该市镇于1834年由原市镇马蒂尼库尔（Matignicourt）和贡库尔（Goncourt）合并而成。

## 地理
马蒂尼库尔-贡库尔（48°40'36"N, 4°40'53"E）面积9.25 平方千米，位于法国大東部大區马恩省，该省份为法国东北部内陆省份，北起阿登省，西北接埃纳省，西南接塞纳-马恩省，南至奥布省，东南接上马恩省，东临默兹省。
与马蒂尼库尔-贡库尔接壤的市镇（或旧市镇、城区）包括：马恩河畔克卢瓦、埃克里耶讷、马恩河畔伊勒、吕克塞蒙和维洛特、蒙塞拉拜、诺鲁瓦、奥尔孔特、蒂耶布勒蒙-法雷蒙。

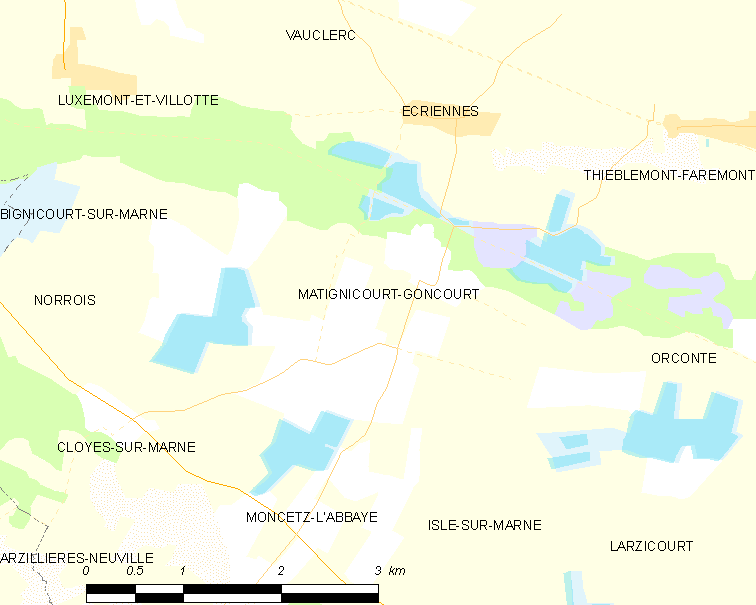
马蒂尼库尔-贡库尔的OSM定位图

马蒂尼库尔-贡库尔的时区为UTC+01:00、UTC+02:00（夏令时）。

## 行政
马蒂尼库尔-贡库尔的邮政编码为51300，INSEE市镇编码为51356。

## 政治
马蒂尼库尔-贡库尔所属的省级选区为塞迈兹莱班县。

## 人口

1962-2008年间马蒂尼库尔-贡库尔人口变化图示

马蒂尼库尔-贡库尔于2022年1月1日时的人口数量为156人。